# サヤト＝ノヴァ
サヤト＝ノヴァ (Սայաթ-Նովա 1712年6月14日 - 1795年9月22日 )は、アルメニアのアシューグ。

## 生涯
サファヴィー朝統治下のカルトリ王国ティフリスで生まれる。論争が激しく異論も多いが1712年頃誕生とみられる。アルメニア人。出生名はアルチュン･サヤジャン (Արութին, Հարութիւն)といい、農家出身とされる。サヤト＝ノヴァという名はペルシア語で歌王を意味する。幼少からサズ、タンブール、チョグール、ケメンチェといった擦弦楽器を習う。
アルメニア語、ジョージア語、アゼリ語、ペルシア語で詩を書き、さらに擦弦楽器を弾きながら吟唱した。恋愛詩の名手とされ、世に名を馳せる。うわさを聞き付けたカルトリ王国のイラクリ二世により招聘されて宮廷詩人として活躍する。いつしか王の娘と恋仲に落ちたためその身を追われた。吟遊詩人として諸方をさまよい詩を吟唱した。その後、アルメニア使徒教会の司祭になり、1770年からハフパット修道院に籠った。1795年にガージャール朝のアーガー・モハンマド・シャーが率いるペルシア軍の侵攻が始まり、サヤト＝ノヴァは身柄を拘束され改宗を迫られたが拒絶したため極刑に処された。

## 後年
アルメニア人の映画監督セルゲイ・パラジャーノフが手掛けた1968年の映画『Նռան գույնը』で、サヤト＝ノヴァの生涯がオマージュされた。